# Rajon Poliske
Der Rajon Poliske (ukrainisch Поліський район/Poliskyj rajon; russisch Полесский район/Polesski rajon) war eine 1923 gegründete Verwaltungseinheit innerhalb der Oblast Kiew im Norden der Ukraine.
Der Rajon hatte eine Fläche von 1288 km² und eine Bevölkerung von etwa 6000 Einwohnern, der Verwaltungssitz befand sich in der Siedlung städtischen Typs Krassjatytschi.

## Geschichte
Der Rajon wurde am 7. März 1923 gegründet und trug bis 1935 den Namen Rajon Chabne, danach bis 1957 den Namen Rajon Kahanowytschi. Als Folge der Nuklearkatastrophe von Tschernobyl im Jahre 1986 sind große Teile des Rajons unbewohnbar, die Rajonshauptstadt war dennoch bis 1993 die de facto unbewohnte Siedlung städtischen Typs Poliske, danach bis 1996 das Dorf Radynka und seither die heutige Siedlung städtischen Typs.
1999 wurden folgende Ortschaften, welche vorher zum Rajonsgebiet gehörten, offiziell aufgelöst:
- SsT Poliske (Поліське)
- SsT Wiltscha (Вільча)
- Dorf Bober (Бобер)
- Dorf Buda-Warowytschi (Буда-Варовичі)
- Dorf Denyssowytschi (Денисовичі)
- Dorf Dibrowa (Діброва)
- Dorf Fabrykiwka (Фабриківка)
- Dorf Hreslja (Грезля)
- Dorf Jassen (Ясен)
- Dorf Klywyny (Кливини)
- Dorf Koroliwka (Королівка)
- Dorf Kotowske (Котовське)
- Dorf Lubjanka (Луб'янка)
- Dorf Martynowytschi (Мартиновичі)
- Dorf Nowyj Myr (Новий Мир)
- Dorf Puchowe (Пухове)
- Dorf Rudnja-Hresljanska (Рудня-Грезлянська)
- Dorf Schewtschenkowe (Шевченкове)
- Dorf Schowtnewe (Жовтневе)
- Dorf Stebli (Стеблі)
- Dorf Tarassy (Тараси)
- Dorf Warowytschi (Варовичі)
- Dorf Wojkowe (Войкове)
- Dorf Wolodymyriwka (Володимирівка)
- Siedlung Stanowyschtsche (Становище)

2009 kam noch das Dorf Wijskowe (Військове) dazu.
Am 17. Juli 2020 kam es im Zuge einer großen Rajonsreform zum Anschluss des Rajonsgebietes an den Rajon Wyschhorod.

## Geographie
Der Rajon lag im Nordwesten der Oblast Kiew. Er grenzte im Norden und Nordosten an Belarus (Woblasz Homel, Rajon Naroulja), im Osten und Süden an den Rajon Iwankiw sowie im Westen an den Rajon Narodytschi (Oblast Schytomyr). Die Sperrzone von Tschernobyl nahm einen Großteil des Rajonsgebietes ein.
Durch das ehemalige Rajonsgebiet fließen die Usch, die Weresnja (Вересня) und der Bober (Бобер), dabei ergeben sich Höhenlagen zwischen 110 und 150 Metern, ein Großteil des Gebiets ist stark bewaldet.

## Administrative Gliederung
Auf kommunaler Ebene war der Rajon in 1 Siedlungsratsgemeinde und 13 Landratsgemeinden unterteilt, denen jeweils einzelne Ortschaften untergeordnet waren.
Zum Verwaltungsgebiet gehörten:
- 1 Siedlung städtischen Typs
- 29 Dörfer

### Siedlungen städtischen Typs
| Siedlungen städtischen Typs | Siedlungen städtischen Typs | Siedlungen städtischen Typs |
| Name                        | Name                        | Name                        |
| ukrainisch transkribiert    | ukrainisch                  | russisch                    |
| --------------------------- | --------------------------- | --------------------------- |
| Krassjatytschi              | Красятичі                   | Красятичи (Krassjatitschi)  |

### Dörfer
| Dörfer                              | Dörfer                   | Dörfer                                              | Dörfer            |
| Name                                | Name                     | Name                                                | Gemeindezuordnung |
| ukrainisch transkribiert            | ukrainisch               | russisch                                            | Gemeindezuordnung |
| ----------------------------------- | ------------------------ | --------------------------------------------------- | ----------------- |
| Buda-Radynska                       | Буда-Радинська           | Буда-Радинская (Buda-Radinskaja)                    | Radynka           |
| Buda Wowtschkiwska                  | Буда Вовчківська         | Буда Волчковская (Buda Woltschkowskaja)             | Wowtschkiw        |
| Dubowa                              | Дубова                   | Дубовая (Dubowaja)                                  | Krassjatytschi    |
| Dubowa                              | Дубова                   | Дубовая (Dubowaja)                                  | Lewkowytschi      |
| Fedoriwka                           | Федорівка                | Фёдоровка (Fjodorowka)                              | Radynka           |
| Horodeschtschyna                    | Городещина               | Городещина (Gorodeschtschina)                       | Lewkowytschi      |
| Kalyniwka                           | Калинівка                | Калиновка (Kalinowka)                               | Steschtschyno     |
| Lewkowytschi (bis 2016 Wolodarka)   | Левковичі (Володарка)    | Левковичи (Lewkowitschi)/Володарка (Wolodarka)      | Lewkowytschi      |
| Lissowe (bis 2016 Tschapajewe)      | Лісове (Чапаєве)         | Лесовое (Lessowoje)/Чапаево (Tschapajewo)           | Krassjatytschi    |
| Luhowyky                            | Луговики                 | Луговики (Lugowiki)                                 | Luhowyky          |
| Marjaniwka                          | Мар'янівка               | Марьяновка (Marjanowka)                             | Marjaniwka        |
| Maxymowytschi                       | Максимовичі              | Максимовичи (Maximowitschi)                         | Maxymowytschi     |
| Michliwschtschyna                   | Міхлівщина               | Михлевщина (Michlewschtschina)                      | Krassjatytschi    |
| Mlatschiwka                         | Млачівка                 | Млачевка (Mlatschewka)                              | Mlatschiwka       |
| Niwezke                             | Нівецьке                 | Нивецкое (Niwezkoje)                                | Romaniwka         |
| Omeljaniwka                         | Омелянівка               | Омеляновка (Omeljanowka)                            | Radynka           |
| Radynka                             | Радинка                  | Радинка (Radinka)                                   | Radynka           |
| Rahiwka                             | Рагівка                  | Раговка (Ragowka)                                   | Rahiwka           |
| Romaniwka (bis 2016 Ordschonikidse) | Романівка (Орджонікідзе) | Романовка (Romanowka)/Орджоникидзе (Ordschonikidse) | Romaniwka         |
| Salyschany                          | Залишани                 | Залишаны (Salischany)                               | Salyschany        |
| Schknewa                            | Шкнева                   | Шкнева                                              | Schknewa          |
| Selena Poljana                      | Зелена Поляна            | Зелёная Поляна (Seljonaja Poljana)                  | Selena Poljana    |
| Sirka (bis 2016 Tscherwona Sirka)   | Зірка (Червона Зірка)    | Зирка/Червоная Зирка (Tscherwonaja Sirka)           | Luhowyky          |
| Stara Markiwka                      | Стара Марківка           | Старая Марковка (Staraja Markowka)                  | Schknewa          |
| Steschtschyna                       | Стещина                  | Стещина (Steschtschina)                             | Steschtschyno     |
| Stowpne                             | Стовпне                  | Столпное (Stolpnoje)                                | Wowtschkiw        |
| Tscheremoschna                      | Черемошна                | Черемошна                                           | Romaniwka         |
| Weresnja                            | Вересня                  | Вересня                                             | Salyschany        |
| Wowtschkiw                          | Вовчків                  | Волчков (Woltschkow)                                | Wowtschkiw        |